# 硫氰酸钡
硫氰酸钡是一种无机化合物，化学式为Ba(SCN)2。它可由硫氰酸铵和氢氧化钡反应得到，或通过硫氰酸钠和氯化钡在340 °C反应制得。它可用于制备其它金属的硫氰酸盐，如硫氰酸钴：
{\displaystyle \mathrm {CoSO_{4}+Ba(SCN)_{2}\longrightarrow BaSO_{4}\downarrow +\ Co(SCN)_{2}} }